# Монтгомери, Хью, 7-й граф Эглинтон
Хью Монтгомери, 7-й граф Эглинтон (англ. Hugh Montgomerie, 7th Earl of Eglinton; 30 мая 1613 — февраль 1669) — шотландский пэр и землевладелец.

## Биография
Родился 30 мая 1613 года. Старший сын Александра Монтгомери, 6-го графа Эглинтона (1588—1661), и Энн Ливингстон. Большую часть своего детства он провел во дворце Сетон со своей бабушкой Маргарет, графиней Уинтон, вдовой Роберта Сетона, 1-го графа Уинтона. В 1628 году его отправили в Университет Глазго вместе со своими двумя младшими братьями. В 1633 году он отправился в Париж, чтобы продолжить свое образование. Он отправился в Лондон в ноябре 1634 года и был принят Дэвидом Каннингемом из Ошенхарви.
Он выступал против церковной политики короля Англии и Шотландии Карла I Стюарта. Он был полковником под командованием Александра Лесли в битве при Ньюберне. Ему не удалось захватить Тайнмут в 1640 году. Он участвовал в северной кампании под командованием Джона Миддлтона в 1646 году. Он потерпел поражение от маркиза Хантли в битве при Абердине (1646 г.). Он был отстранен от государственной службы до 1660 года за участие в движении ингейджеров. Он был взят в плен в 1651 году англичанами и исключен из Акта о благодати Кромвеля в 1654 году.
Хью Монтгомери стал графом Эглинтона в январе 1661 года после смерти своего отца. Он скончался в Эглинтоне в феврале 1669 года.

## Браки и дети
13 апреля 1631 года Хью Монтгомери женился первым браком на Энн Гамильтон (? — 16 октября 1632), дочери Джеймса Гамильтона, 2-го маркиза Гамильтона (1589—1625), и леди Энн Каннингем. Она умерла вскоре после рождения дочери Энн Монтгомери (ок. 1632 — август 1687). 24 октября 1632 года была проведена инвентаризация её драгоценностей, в том числе украшенное драгоценными камнями перо с бриллиантами, подарок её матери Энн Каннингем, маркизы Гамильтон. Энн Монтгомери вышла замуж за Джеймса Огилви, 3-го графа Финдлейтера.
24 декабря 1635 года Хью Монтгомери женился вторым браком на Мэри Лесли, дочери Джона Лесли, 6-го графа Роутса, и леди Энн Эрскин. Среди их детей были:
- Александр Монтгомери, 8-й граф Эглинтон (? — 1701), старший сын и преемник отца.
- Достопочтенный Фрэнсис Монтгомери из Гиффена
- Мэри Монтгомери, вышедшая замуж за Джорджа Сетона, 4-го графа Уинтона (ок. 1641—1704).
- Маргарет Монтгомери, вышедшая замуж за Джеймса Кэмпбелла, 2-го графа Лаудона (? — 1684), и мать Хью Кэмпбелла, 3-го графа Лаудона (ок. 1675—1731).
- Элеонора Монтгомери, вышедшая замуж за Дэвида Данбара из Балдуна.
- Кристиан Эльфинстон, вышедший замуж за Джона Эльфинстона, 4-го лорда Балмерино (1652—1736).